# Газарян, Подвакан Оганесович
Подвакан Оганесович Газарян (азерб. Podvakan Oqanesoviç Qazaryan, арм. Պատվական Հովհաննեսի Ղազարյան; 1898, Елизаветпольский уезд — 1951, Ханларский район) — советский азербайджанский виноградарь, Герой Социалистического Труда (1950).

## Биография
Родился в 1898 году в селе Кызылбулак Елизаветпольского уезда Елизаветпольской губернии (ныне не существует, затоплен при создании Мингечаурского водохранилища).
Работал колхозником, с 1939 года рабочий, звеньевой виноградарского совхоза «Азербайджан» Ханларского района. В 1949 году получил урожай винограда 189,7 центнеров с гектара на площади 3,4 гектара.
Указом Президиума Верховного Совета СССР от 4 сентября 1950 года за получение высоких урожаев винограда на поливных виноградниках в 1949 году Газаряну Подвакану Оганесовичу присвоено звание Героя Социалистического Труда с вручением ордена Ленина и золотой медали «Серп и Молот».
Активно участвовал в общественной жизни Азербайджана. Член КПСС с 1931 года.
Скончался в 1951 году в Ханларском районе.